# Ivan Fadějevič Špeďko
Ivan Fadějevič Špeďko (rusky Иван Фадеевич Шпедько; 11. listopadu 1918 – 4. prosince 1983) byl sovětský diplomat, velvyslanec.

## Život
V roce 1939 absolvoval Charkovský pedagogický institut. Do roku 1941 vyučoval historii na škole, poté absolvoval stáž na Konzulském oddělení Lidového komisariátu zahraničních věcí Sovětského svazu (1941) a na sovětském velvyslanectví v Persii (1941 až 1942). V letech 1942 až 1945 působil jako vicekonzul v perském Raště. Roku 1945 začal pracovat v administrativě Ministerstva zahraničních věcí SSSR nejprve jako starší referent a druhý tajemník Středněvýchodního oddělení (1945 až 1948) a pak jako první tajemník Oddělení států Blízkého a Středního východu (1948 až 1949).
V letech 1949 až 1953 byl poradcem sovětského velvyslanectví v Afghánistánu, následoval návrat na Oddělení států Blízkého a Středního východu na pozici pomocníka vedoucího, kde pracoval do roku 1956. V období let 1956 až 1960 zastával post velvyslance v Pákistánu. Roku 1961 působil jako expert-konzultant Správy zahraničněpolitických informací Ministerstva zahraničních věcí SSSR, poté do roku 1963 jako zástupce vedoucího Oddělení jižní Asie. V letech 1963 až 1968 byl sovětským velvyslancem v Kanadě, aby se později vrátil na ministerstvo zahraničí, kde zastával posty zástupce vedoucího Druhého evropského oddělení (1968 až 1970) a vedoucího Druhého dálněvýchodního oddělení (1970 až 1976). Roku 1976 byl vyslán jako velvyslanec do Indonésie, kde působil až do své smrti roku 1983.